# برتیل نورشتروم
برتیل نورشتروم (سوئدی: Bertil Norström; ۹ سپتامبر ۱۹۲۳ – ۶ سپتامبر ۲۰۱۲) بازیگر اهل سوئد بود.
از فیلم‌ها یا برنامه‌های تلویزیونی که وی در آن نقش داشته‌است، می‌توان به برادران شیردل، صحنه‌هایی از یک ازدواج، من کنجکاوم و اسلحه دستی اشاره کرد.